# ビアグラス
ビアグラス（英語: Beer glass）は、主にビールを飲むためにデザインされたガラスの飲料用容器である。ビールのスタイルにより、それぞれに適する様々なスタイルのグラスがある。芳香をたてやすくするデザイン、色と外観を美しく見せるデザイン、ビールの泡を造るためのデザインがある。グラスを持つことでビールを温めないように脚が付いているビアグラスもある。

## ヴァイツェングラス
ヴァイツェングラスは、ヴァイツェンまたはヴァイスビアとして知られる白ビール用のグラスである。ドイツのグラスであり、500ミリリットルを注いで泡を含めて一杯になる容量をもつ。パイントグラスよりも背が高い。底は非常に狭く、飲み口は僅かに広い。ベルギー等の他の国では250ミリリットルまたは330ミリリットルの容量である。グラスの背が高いことで、このスタイル特有の厚くフルーティーな泡を保ち、芳香をグラス内に閉じ込め、見た目にも美しい。

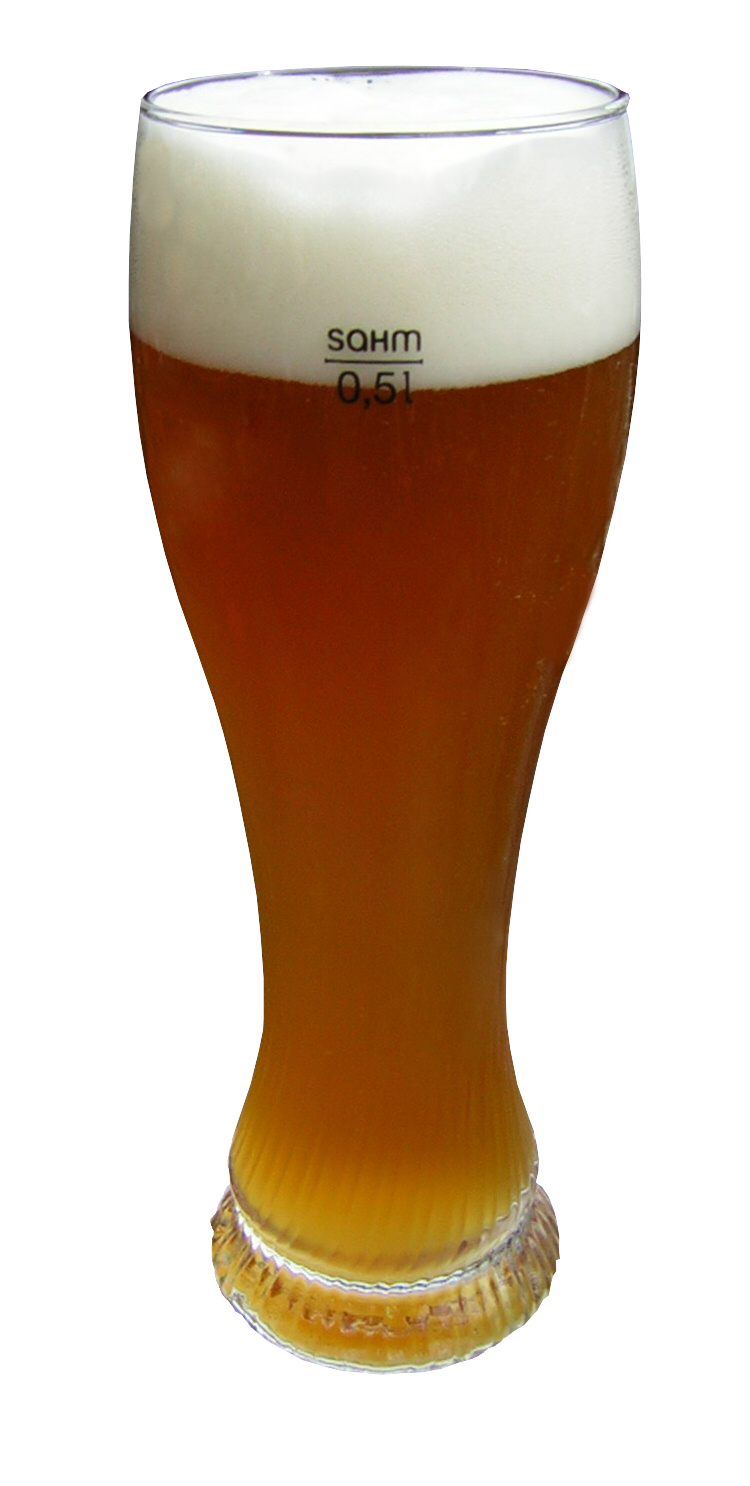
ドイツのヴァイツェングラス

## パイントグラス
パイント・グラスは、1英パイント（568ミリリットル = 1.2米液量パイント）の容量を持つグラスであり、通常ビールを飲むために使用する。パイントグラスには3つの一般的な形状（タンブラー型、広口ジョッキ型、ラッパ型）があり、他のバリエーションもある。パイントグラスは、スタウト、ポーターおよび英国エール向けである。

## ピルスナーグラス
ピルスナーグラスは、軽いタイプのビール用のグラスであり、その名のようにピルスナー向けのグラスである。ピルスナーグラスは通常パイントグラスより小さく、250ミリリットルまたは330ミリリットルの容量である。背が高く、細く、先細である。ヴァイツェングラスがピルスナーグラスに間違えられることがあるが、ピルスナーグラスは直線的な先細である。ピルスナーグラスは、ピルスナーの色、発泡、透明な美しさを示し、きめ細かな泡を保つ。

標準的なピルスナーグラス
脚付き
砂時計型

## ビアジョッキ
ビアジョッキは、伝統的なドイツビールのタンカードまたはビアマグであり、ピューター製、銀製、木材製、陶磁器、土器、またはガラス製である。ビアシュタインは通常、親指レバーを押して開く蝶番蓋付きである。蓋はペストの大流行時に、ビールを感染した虫から保護するために着けられた。

## フルートグラス
フルートグラスは、ベルギーのランビックやフルーツビールに適したグラスである。細長い形状で、発泡を長持ちさせ、強い香りを立てる。フルートグラスは、活発な発泡、きらめく色、この地域のスタイルのアルコール度数の低さを示す。

## ゴブレット・聖杯型
ゴブレット・聖杯型は大きな、脚つきのボール型グラスである。傾け辛く一気に飲めないようになっており、度数の強いベルギーエール、ボックに適している。飲み口が広いので泡立ちが強いビールを注いでもこぼれにくい。また鼻と液面の距離が近くなり、ビールの残りが少なくなっても芳香を楽しむことができる。ゴブレットと聖杯型はグラスの薄さが異なる。ゴブレットは薄く、聖杯型は重く厚い。聖杯型には、底に装飾があり発泡を促してきめ細かな泡を保つ泡の流れを作るグラスもある。
チャリス（Chalice）または、ゴブレット（Goblet）とも呼ばれる。

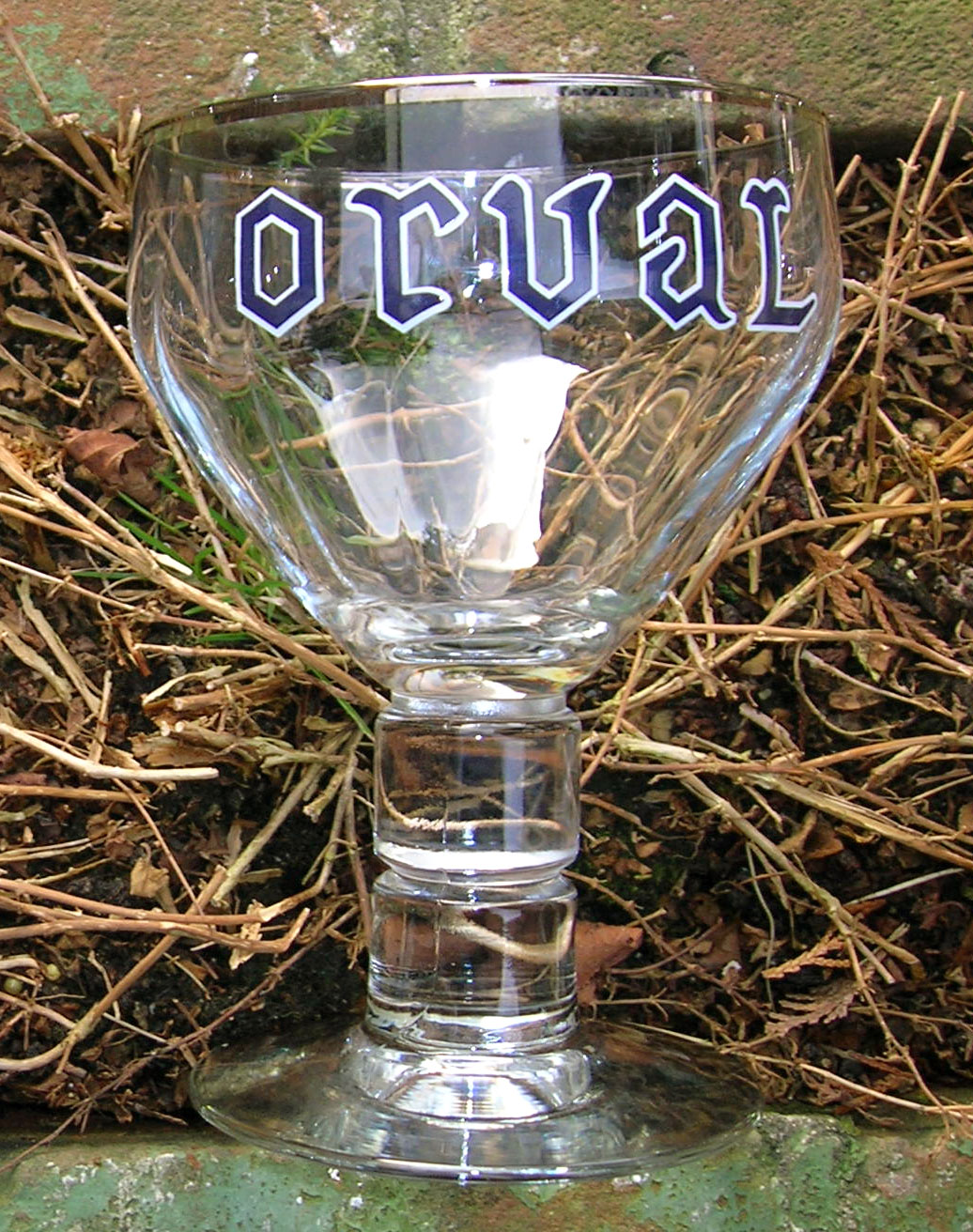
オルヴァルの聖杯型グラス

## スニフター（ブランデー型）
スニフター（ブランデー型）は、ブランデーやコニャック用であるが、ベルギーエール、インディア・ペール・エール、バーレーワイン、ウィートワインといったビールの芳香を楽しむために適したグラスである。スニフターの形状は芳香をグラスに閉じ込め、グラスを揺らすことでその香りが発せられる。

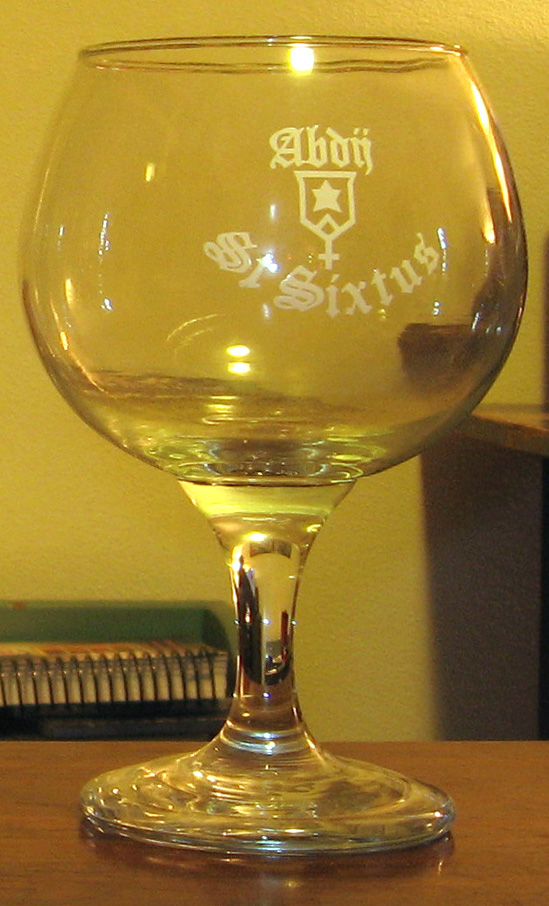
セント・シクストゥスのスニフター

## チューリップ型
チューリップ型グラスは、芳香を保つと同時に、多くの泡を保ち、見た目と香りを楽しませる。形状は球根型で飲み口がチューリップのように広がり泡を保持する。スコットランドエール、バーレーワイン、ベルギーエール等の香りを楽しむビールに適している。グラスの底に小さな傷があり、そこから湧き出る小さな泡を楽しめるようになっている物もある。

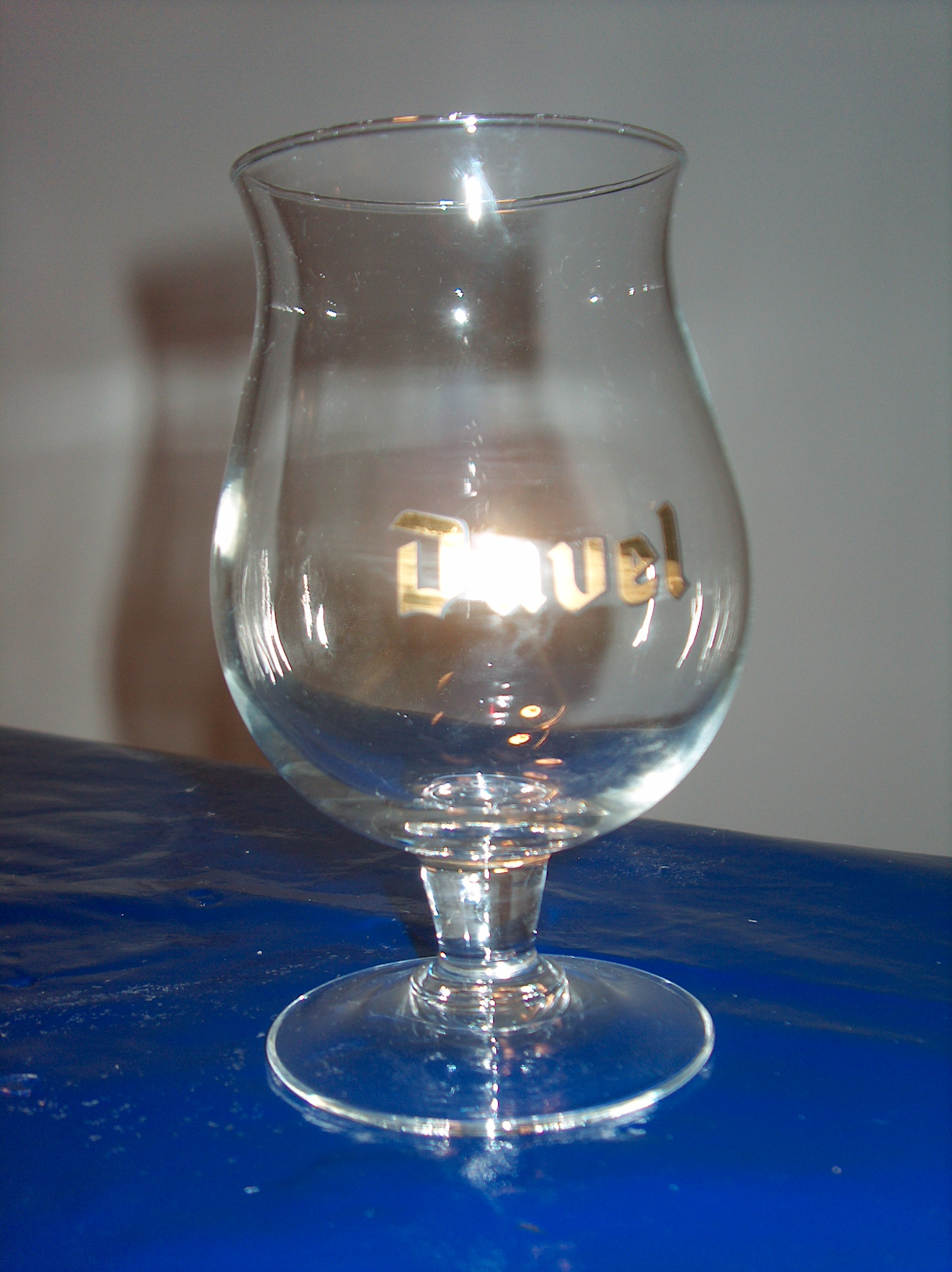
デュベルのチューリップ型グラス

## シュタンゲおよびベッヒャー
シュタンゲ（ドイツ語で「棒」）は、ケルシュ、アルトビールに適した形状のグラスである。伝統的にはシュタンゲより背が低く太い、類似した形状のグラスであるベッヒャーが使われる。共に200〜300ミリリットルの容量で円柱形である。（アルトビール向けにはやや円錐形のグラスが使用される。）

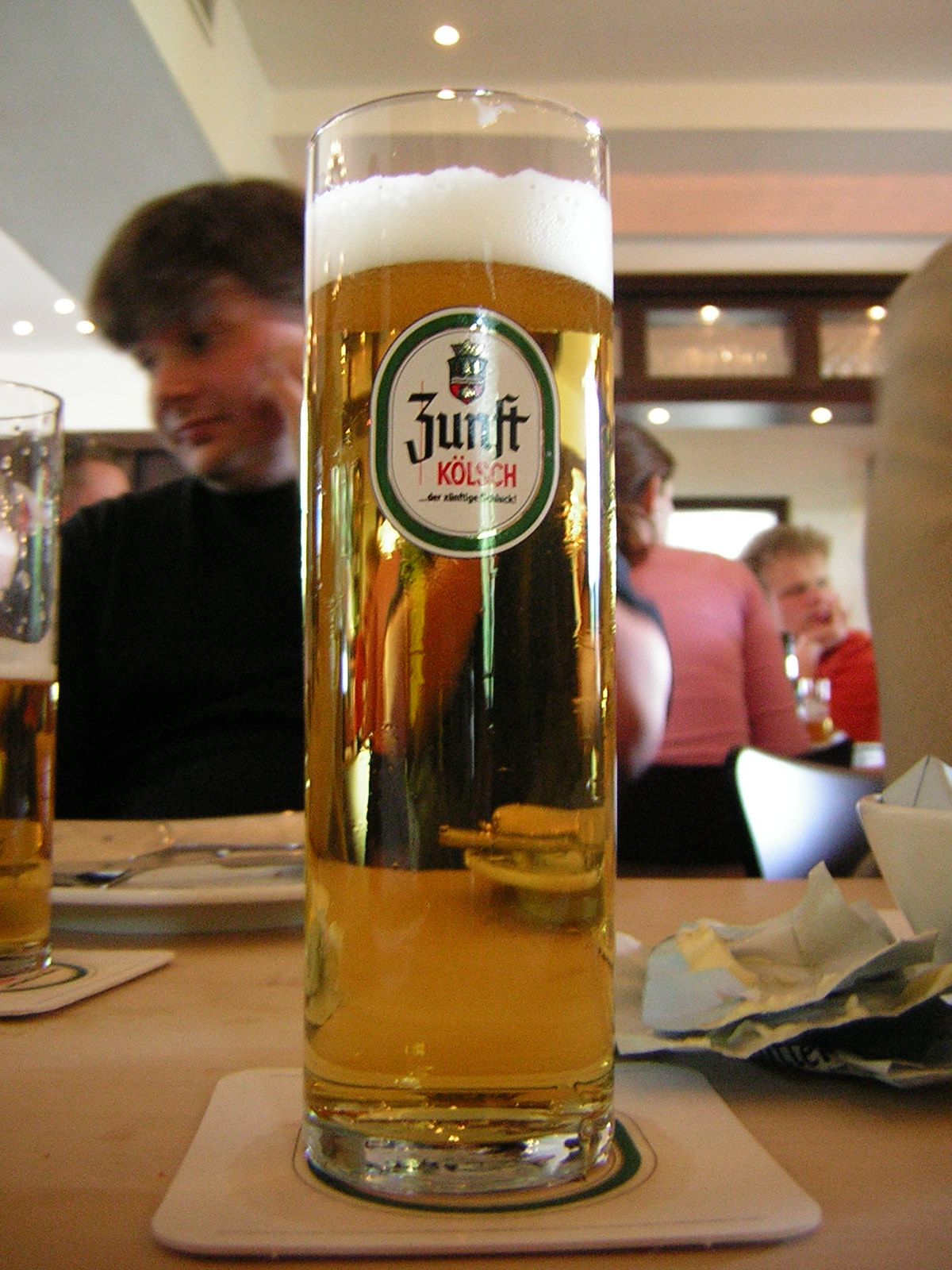
ケルシュのグラス

## ビールブーツ
ビールブーツは、1世紀以上の歴史を持つ。将官が、戦闘に勝利すればビールをブーツで飲むことを兵士に約束したとの説が信じられている。兵士が戦闘に圧倒すると、将官はガラス職人にガラス製のブーツを注文し、革のブーツでビールを飲んで自らの足を味わわずに済んだ。それから、兵士はビールブーツで勝利を味わうようになった。ドイツ、オーストリア、スイスでは、祝祭での飲み比べ大会でビールブーツが使われることがある。2006年の映画『ビール・フェスタ〜世界対抗・一気飲み選手権 (Beerfest) 』以降、アメリカ合衆国でビールブーツが一般的となった。ビールブーツは工場でのプレス、または熟練の職人による吹きガラスでブーツの形に作られる。これでビールを飲む際に爪先を上にすると、爪先に入り込んだ空気によってビールが顔に向かって押し出されてしまうため、爪先を上以外に向けて飲む必要がある。

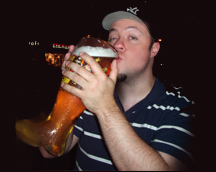
ビールブーツ